# Державознавство
Державозна́вство — наука про державу, її походження, сутність, ознаки, типи, форми, функції, механізми, основні закономірності і фактори розвитку, її інститути. Державознавство є предметом ряду наук, насамперед філософії, історії, політології, загальної теорії держави і права, конституційного права. Характеризується певними підходами до визначення сутності д-ви та її соціального призначення, а також до питань її виникнення як особливої організації суспільства.

## Структура
Складовими аспектами державознавства є теорії походження держави, що обґрунтовують найсуттєвіші причини та шляхи зародження і виникнення держави (теологічна, патріархальна, органічна, договірна, суспільного насильства, марксистсько-ленінська, народонаселення, географічного детермінізму тощо).
Іншою складовою державознавства є погляди на сутність держави: демократичні теорії характеризують державу як засіб забезпечення соціального компромісу та урівноваження різноманітних суспільних інтересів (теорії плюралістичної демократії, змішаного суспільства, загального добробуту, конвергенції, нічного сторожа та ін.); авторитарні — визначають державу як засіб реалізації та забезпечення інтересів певної соціальної групи (теорії «еліти», «держави начальників», «сильної держави», «тоталітарної держави», «технократії» тощо). Суттєвим компонентом Державознавства є з'ясування соціального характеру держави. В цьому аспекті державу досліджують як: організацію соціально неоднорідного суспільства, що забезпечує інтереси панівних груп засобами примусу (теорія класової держави); організацію влади, засновану на правових приписах і положеннях, що діє в їх межах (теорія правової держави); засіб забезпечення прав і свобод суб'єктів (теорія дем. д-ви); засіб надання різноманітних соціальних послуг населенню та забезпечення природних прав і свобод людини та громадянина (теорія соціальної держави); засіб законодавчого виправдання всевладності адміністративних органів і можливості їх вторгнення у сферу мінімальної невід'ємної свободи людини та обмеження її прав (теорія поліційної держави).
Важливим напрямом державознавства є визначення національних особливостей певної держави, зумовлених історією, традиціями, менталітетом нації, рівнем розвитку суспільства, що виявляється у формах державного правління, в державній мові, органах державної влади, державних символах тощо.